# Скалімово
Скалімово (пол. Skalimowo) — село в Польщі, у гміні Ботьки Більського повіту Підляського воєводства.
Населення — 43 особи (2011).
У 1975—1998 роках село належало до Білостоцького воєводства.

## Демографія
Демографічна структура станом на 31 березня 2011 року:
|          | Загалом | Допрацездатний вік | Працездатний вік | Постпрацездатний вік |
| -------- | ------- | ------------------ | ---------------- | -------------------- |
| Чоловіки | 22      | 2                  | 12               | 8                    |
| Жінки    | 21      | 5                  | 5                | 11                   |
| Разом    | 43      | 7                  | 17               | 19                   |